# Amarat Aslan
Amarat Aslan (tiếng Ả Rập: عمارة أصلان) là một ngôi làng Syria nằm trong Phó huyện Hama của huyện Hama ở Tỉnh Hama. Theo Cục Thống kê Trung ương Syria (CBS), Amarat Aslan có dân số 746 trong cuộc điều tra dân số năm 2004.